# Przejście graniczne Zawidów-Černousy/Ves
Przejście graniczne Zawidów-Černousy/Ves – polsko-czeskie przejście graniczne na szlaku turystycznym położone w województwie dolnośląskim, w powiecie zgorzeleckim, w gminie Zawidów, w miejscowości Zawidów, zlikwidowane w 2007.

## Opis przejścia granicznego
Przejście graniczne Zawidów-Černousy/Ves w rejonie znaku granicznego nr IV/106/4–5, zostało utworzone 18 stycznia 2006. Czynne było w godz. 6.00–20.00 w okresie wiosenno-letnim (kwiecień–wrzesień). Dopuszczony był ruch pieszych, rowerzystów i osób korzystających z wózków inwalidzkich o napędzie ekologicznym. Odprawę graniczną i celną wykonywały organy Straży Granicznej. Doraźnie kontrolę graniczną i celną osób, towarów oraz środków transportu wykonywała kolejno: Strażnica SG w Zawidowie, Graniczna Placówka Kontrolna SG w Zawidowie (GPK SG w Zawidowie) i Placówka Straży Granicznej w Zawidowie. 
21 grudnia 2007 na mocy układu z Schengen przejście graniczne zostało zlikwidowane.
Do przekraczania granicy państwowej z Republiką Czeską  uprawnieni byli obywatele następujących państw:

1. Republika Austrii
2. Królestwo Belgii
3. Republika Grecji
4. Królestwo Danii
5. Republika Estonii
6. Republika Finlandii
7. Republika Francuska
8. Królestwo Hiszpanii
9. Królestwo Niderlandów
10. Państwo Izrael
11. Japonia
12. Republika Irlandii
13. Republika Islandii
14. Kanada
15. Wielkie Księstwo Luksemburga
16. Republika Litewska
17. Republika Łotewska
18. Republika Federalna Niemiec
19. Królestwo Norwegii
20. Republika Portugalska
21. Republika Słowacka
22. Republika Słowenii
23. Stany Zjednoczone Ameryki Północnej
24. Konfederacja Szwajcarska
25. Królestwo Szwecji
26. Republika Węgierska
27. Zjednoczone Królestwo Wielkiej Brytanii i Irlandii Północnej
28. Republika Włoska
29. Republika Cypryjska[5]
30. Księstwo Liechtensteinu[5]
31. Republika Malty[5].

Przejście graniczne Zawidów-Černousy/Ves
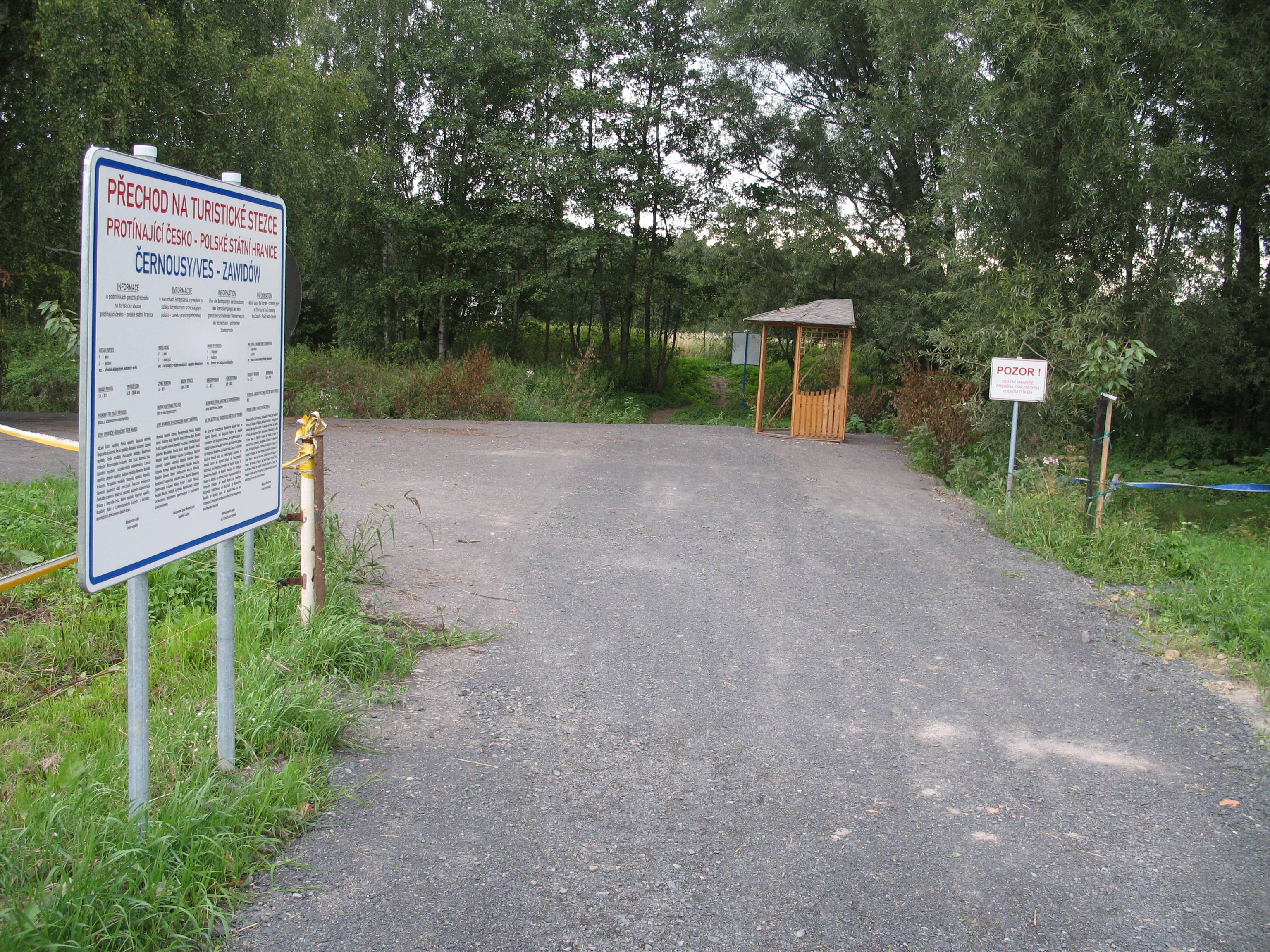
(sierpień 2006)
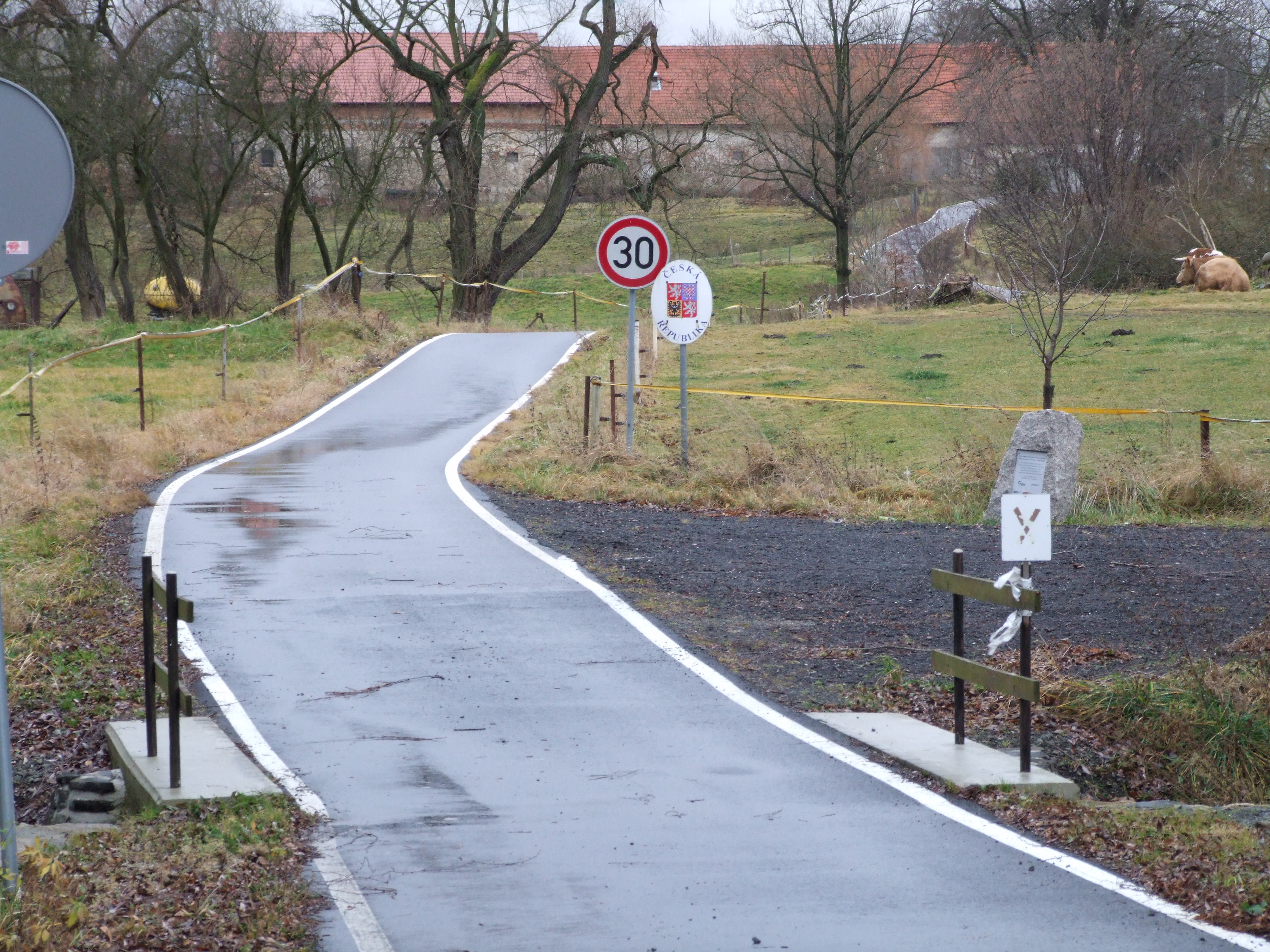
(grudzień 2011)